# 玛丽·博伊金·切斯纳特
玛丽·博伊金·切斯纳特（娘家姓：Miller，1823年3月31日—1886年11月22日）是一位美国南卡罗莱纳州的农场主，知名于其在美国内战时期的日记被历史学家C·范恩·伍德沃德整理以《玛丽·切斯纳特的内战》出版。